# Scytodes cedri
Scytodes cedri là một loài nhện trong họ Scytodidae.
Loài này thuộc chi Scytodes. Scytodes cedri được William Frederick Purcell miêu tả năm 1904.